# Herrenhaus Kniephof
Das ruinöse Herrenhaus Kniephof (polnisch Pałac w Konarzewie) befindet sich im heute polnischen Konarzewo, Gmina Nowogard, Woiwodschaft Westpommern. In den Jahren von 1726 bis 1945 war es im Besitz der Familie von Bismarck.

## Geschichte und Beschreibung
Das Herrenhaus ist ein schlichter zweigeschossiger, heute ruinöser, Bau mit fünf Achsen und zwei einfachen Seitenflügeln. Der Mittelbau ist zweistöckig, während die Seitenflügel einstöckig sind. Zusammen mit den Gütern Külz (Kulice) und Jarchlin (Jarchlino) gelangte Kniephof im Jahre 1726 in Besitz der Familie von Bismarck. Otto von Bismarck verbrachte in Kniephof seine Jugend und bewirtschaftete später zusammen mit seinem Bruder Bernhard die Bismarckschen Güter.
Ab 1845 war Otto von Bismarck alleiniger Eigentümer von Kniephof, verpachtete es aber ab 1846, um es schließlich 1868 zu verkaufen, nachdem er Gut Varzin erworben hatte. Nach 1945 wurde das Gut zu einem Staatsgut und das Herrenhaus zu diesem Zweck weiterbenutzt.